# Photogrammétrie
 (novembre 2012).

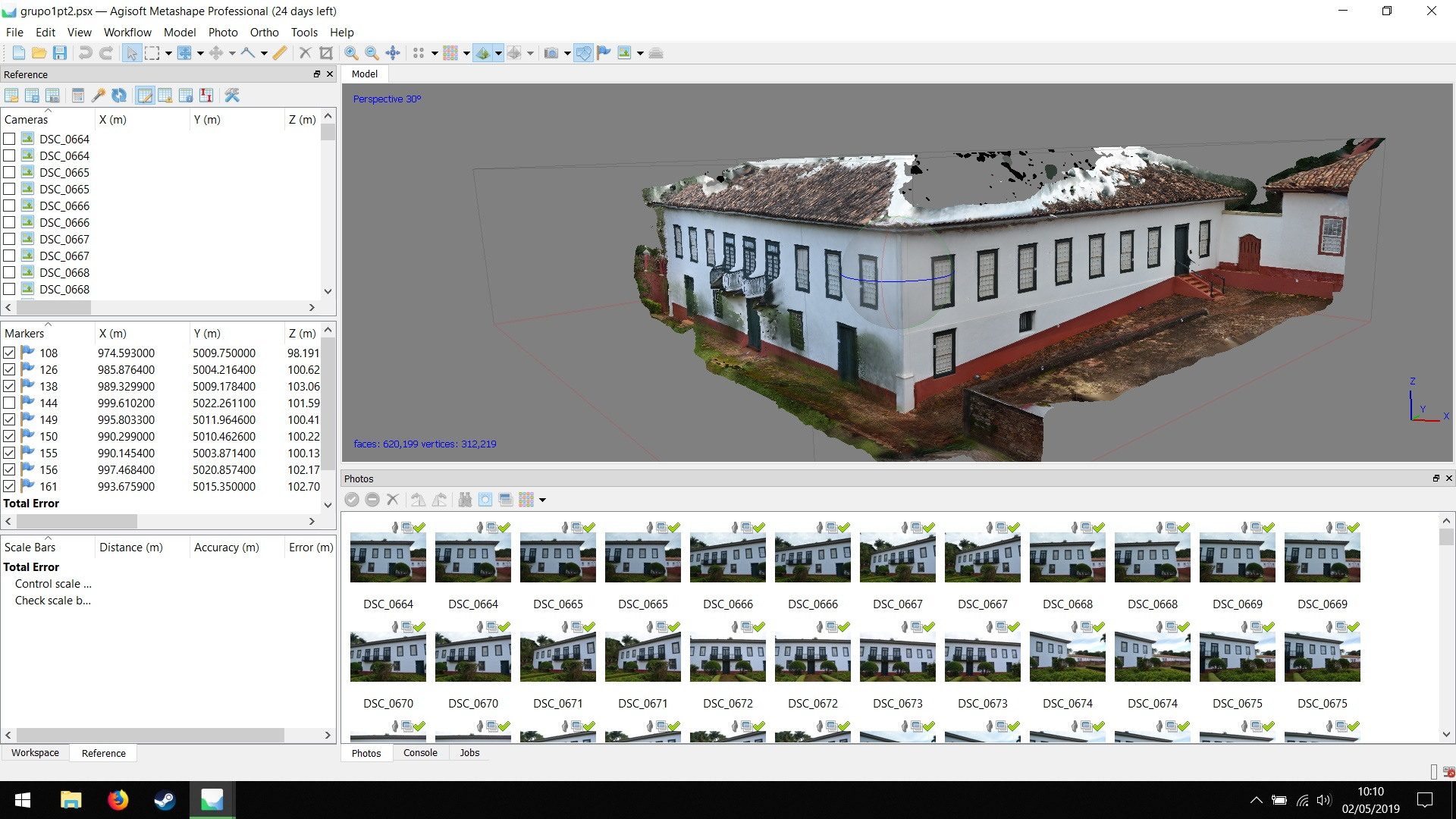
Photogrammétrie du siège de Fazenda do Pinhal, São Carlos-SP, Brésil

La photogrammétrie est une technique qui consiste à effectuer des mesures dans une scène, en utilisant la parallaxe obtenue entre des images acquises selon des points de vue différents. Recopiant la vision stéréoscopique humaine, elle a longtemps exploité celle-ci pour reconstituer le relief de la scène à partir de cette différence de points de vue. Actuellement, elle exploite de plus en plus les calculs de corrélation entre des images désormais numériques (photogrammétrie numérique).
Cette technique repose entièrement sur une modélisation rigoureuse de la géométrie des images et de leur acquisition afin de reconstituer une copie 3D exacte de la réalité.

## Histoire
La photogrammétrie a fortement évolué depuis sa première application réalisée par un officier de l’armée française, Aimé Laussedat en 1849 sur la façade de l'Hôtel des Invalides : il a eu en effet l’idée d’utiliser des photographies de paysages non seulement pour observer le terrain mais aussi pour le mesurer. Il met ainsi au point une technique qui s’appellera plus tard la photogrammétrie. Laussedat devient professeur au CNAM en 1873, titulaire de la chaire de géométrie appliquée aux arts où il est souvent question de topographie, et celui que l’on peut considérer comme l’inventeur de la photogrammétrie sera même directeur du Conservatoire de 1881 à 1900.
L'autre personnage-clé est Félix Tournachon, plus connu sous le nom de Nadar, qui dans les années 1860 monte en ballon pour photographier Paris et bien d'autres villes, et qui a très bien compris, à en juger par les brevets qu’il a déposés, l’intérêt de la photographie aérienne pour des finalités tant civiles que militaires[réf. nécessaire]. Inventée en France, la photogrammétrie a ensuite été développée et industrialisée de façon très complète en Allemagne. En pratique, il faut attendre l’entre-deux-guerres pour que la photographie aérienne se généralise, avec le développement de l’aviation. Après-guerre, on observe un emploi de plus en plus systématique de la photogrammétrie pour réaliser les cartes de base de pays entiers. Les développements de l'imagerie spatiale à haute résolution et de la puissance de l'informatique grand public ont donné depuis peu de nouvelles impulsions à ce domaine. Mais en parallèle, les développements au sein de la communauté de vision par ordinateur, destinés essentiellement à des applications de robotique, ont capitalisé depuis une décennie l'essentiel des efforts de recherche dans ce même domaine. C'est cette communauté qui, actuellement, est principalement porteuse de l'avenir de la photogrammétrie, qui pourrait par exemple s'étendre à l'acquisition directe de données photogrammétriques précises par des drones.

## Principe général

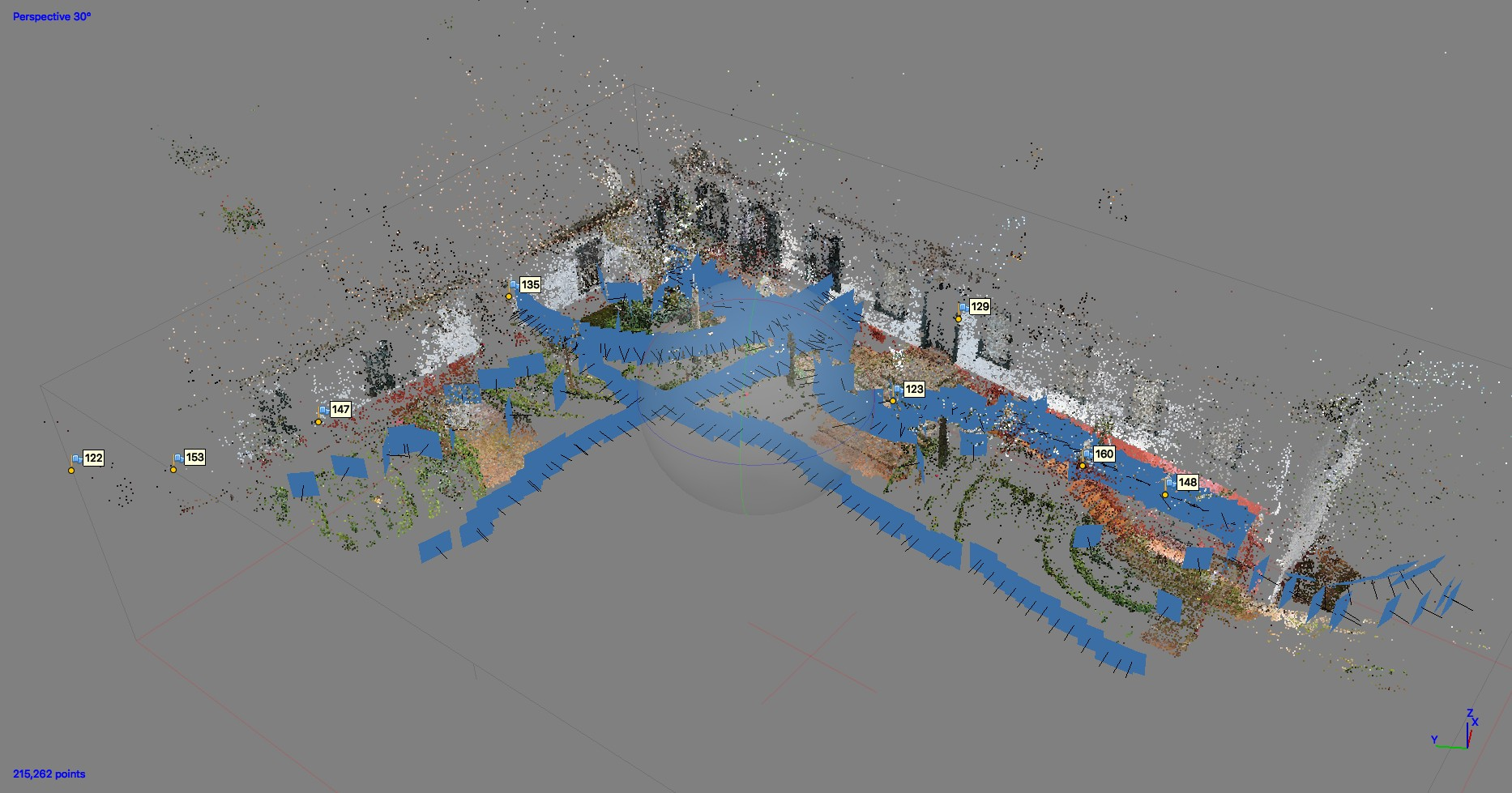
Photogrammétrie du siège de Fazenda do Pinhal, São Carlos-SP, Brésil

Le principe général est basé sur la perception humaine du relief par observation stéréoscopique. Pour le cas de la photogrammétrie aérienne, un avion équipé d'une chambre de prise de vues vole au-dessus d'une région, de façon qu'une partie du terrain figure sur deux clichés correspondant à deux positions différentes de l'avion.
Si on observe simultanément un cliché avec un œil et le second avec l'autre œil grâce à un outil optique approprié (stéréoscope à miroirs, appareil de restitution, ordinateur équipé de lunettes spéciales, etc.), on voit en relief la zone de terrain vue sur les deux images. La vision humaine permet en effet de voir en relief dans une large gamme de dispositions relatives de ces deux images. Mais si nous disposons ces dernières dans une position relative exactement semblable à celle qu'elles avaient au moment de la prise de vue, alors l'image stéréoscopique observée est une exacte homothétie du terrain réel photographié, pour autant que la chambre de prise de vue soit parfaite (c'est-à-dire n'apporte aucune distorsion à l'image, on l'appelle alors « chambre métrique »), ou que l'image ait été corrigée de sa distorsion. Pour exploiter alors cette scène stéréoscopique, l'appareil de restitution superpose à chaque image un point (le « ballonnet »), que la vision humaine comprendra comme un petit objet dont la position est déplaçable à volonté en hauteur au-dessus de l'image du terrain grâce à des commandes appropriées. L'opérateur aura donc pour travail de promener ce ballonnet dans l'image sur tous les objets à mesurer, pendant que l'appareil archivera toutes les informations numériques produites.
Pour que l'image observée soit une copie exacte de l'objet mesuré, il faut contraindre un certain nombre de points dans l'image en les obligeant à être à des positions relatives similaires aux leurs sur l'objet. Pour un couple stéréoscopique donné, on montre qu'il faut 6 points connus pour que l'image soit fidèle. Ces points seront mesurés : cette opération est appelée stéréopréparation. Lorsque de nombreux couples stéréoscopiques sont enchaînés (bande de clichés aériens), on peut limiter le nombre de points terrain à mesurer en analysant toutes les contraintes géométriques qui se transmettent de cliché à cliché. Le processus de calcul, très complexe, s'appelle aérotriangulation. Par ailleurs, la manipulation des grandes quantités de données numériques extraites est résolue par des logiciels spécialisés, outils permettant la mise en forme finale des données sorties de l'appareil, d'entrée des corrections en provenance des équipes de terrain (qui complètent les levers de toutes les informations non visibles sur les clichés et corrigent les points douteux, phase dite de complètement), et enfin de formatage et d'édition des données selon les besoins du client.

## Bases géométriques

Suite des opérations menées pour mettre en place un couple stéréoscopique (selon D. Moisset, IGN).

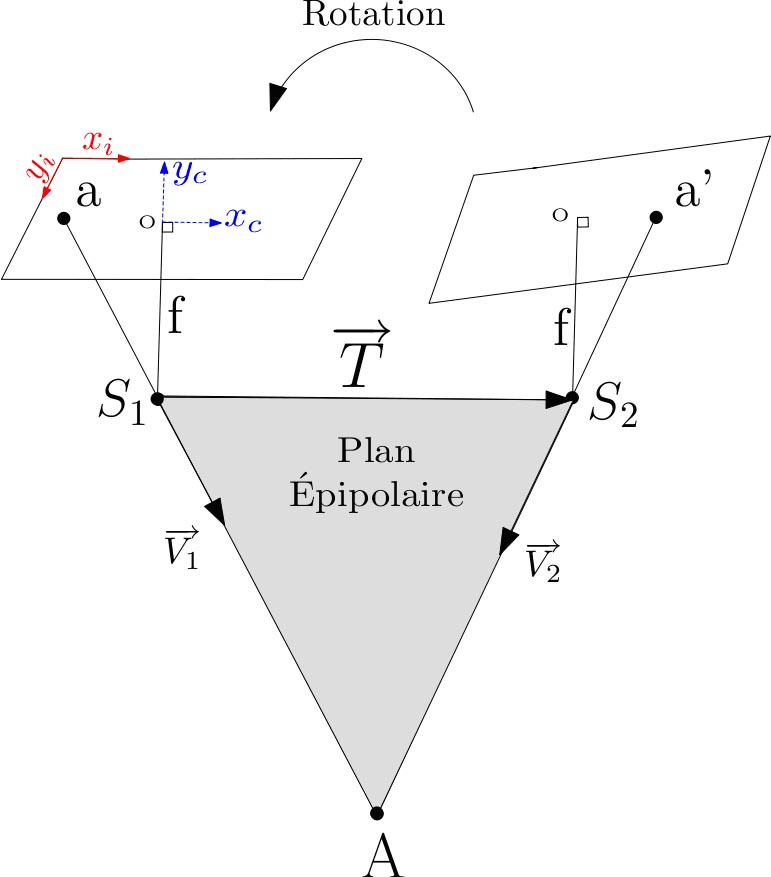
Figure de base de la géométrie stéréoscopique.

La formalisation géométrique de la stéréoscopie repose sur deux types d'équations, tous deux largement utilisés en photogrammétrie et en vision par ordinateur, le but étant de déterminer l'orientation relative des images à partir des points identifiés comme homologues dans deux images :
- L'équation de colinéarité. a et a' étant les images du point A de l'espace réel dans deux plans images (correspondant à deux positions successives du plan focal d'une caméra donnée), on écrit simplement le fait que a, {\displaystyle {S_{1}}} et A sont alignés, ainsi que a', {\displaystyle {S_{2}}} et A. Ces expressions ne sont rigoureusement exactes que si les optiques employées sont dépourvues de distorsion (ou corrigées de celle-ci). Cette approche est historiquement celle qui a été utilisée en photogrammétrie, son principal inconvénient résulte du fait que le problème de l'orientation relative de deux images est ici non linéaire, et exige donc une solution approchée pour démarrer les calculs. Cette solution approchée est simple en photogrammétrie aérienne, car les axes de prises de vues sont quasiment verticaux, les images étant sensiblement orientées de façon similaire. La démarche consiste donc à calculer l'orientation relative des images, puis à mettre l'objet 3D ainsi obtenu à sa place dans l'espace (orientation absolue), et enfin le mettre à l'échelle.

- L'équation de coplanarité. L'approche est un peu différente, même si elle est géométriquement équivalente. On écrit que les vecteurs {\displaystyle {\vec {Aa}}}, {\displaystyle {\vec {Aa'}}} et {\displaystyle {\vec {T}}} sont coplanaires. Cette méthode est la base de la résolution de l'orientation relative au sein de la communauté de la vision par ordinateur. Les trois vecteurs étant coplanaires, on exprime que leur produit mixte est nul, ce qui peut s'écrire comme une forme quadratique basée sur une matrice, appelée « matrice essentielle »[3]. Cette matrice résulte du produit de l'axiateur formé à partir de la translation {\displaystyle {\vec {T}}} avec la matrice de rotation permettant de passer du référentiel de l'image 2 à celui de l'image 1. Cette approche suppose la connaissance préalable des paramètres géométriques de l'acquisition d'images (position de l'axe optique par rapport à l'image, valeur de la distance focale, distorsion, etc.). Pour les cas où ces paramètres sont inconnus, la modélisation doit se passer de certains éléments indispensables à la reconstruction géométrique complète. Néanmoins, si l'on admet de travailler en géométrie projective, qui est parfaitement adaptée à cette situation, on peut quand même obtenir des éléments très utiles, et cette situation est fréquemment rencontrée en vision par ordinateur. On utilise alors encore une forme quadratique, mais cette fois basée sur la matrice fondamentale.

L'identification des points homologues a longtemps exigé une intervention humaine, et représentait alors une phase de travail assez coûteuse. Désormais, on parvient de façon de plus en plus efficace à l'obtenir de façon automatique, par détection de zones d'intérêt, les algorithmes les plus employés étant celui de Harris (détection des éléments d'images qui s'apparentent à des coins) et plus récemment celui de Lowe (méthode appelée SIFT, pour Scale-invariant feature transform).

## Instrumentation employée

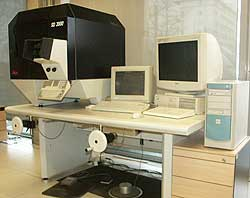
Appareil de restitution photogrammétrique analytique Leica SD 2000, années 1990.

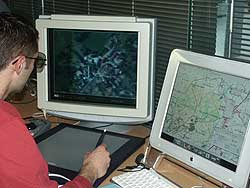
Appareil de restitution photogrammétrique numérique, année 2005.

Les clichés que l'on emploie sont souvent pris en avion, avec des axes pratiquement verticaux. Les chambres métriques anciennes étaient très lourdes (plus de 100 kg) car le format de cliché était de 24 cm × 24 cm, et l'optique devait collecter beaucoup de lumière parce que les temps de pose ne pouvaient être longs (quelques millisecondes, sinon le mouvement de l'avion créait un « filé » sur l'image), et en plus n'avoir qu'une distorsion insignifiante (quelques μm au pire). Puis certaines chambres ont eu une compensation de filé (années 1990) : pendant le temps de pose, on déplaçait dans le plan focal le film à la même vitesse que l'image. Ceci a permis des temps de pose plus longs et donc des prises de vues dans des conditions d'éclairage ou de vitesse peu favorables (soleil voilé, vols à basse altitude pour clichés à grandes échelles, etc.). Désormais, et depuis les travaux pionniers de l'IGN au cours des années 1990, les images acquises par l'avion sont numériques, employant des caméras CCD ayant un très grand nombre de pixels (autour de 25000 pixels de côté pour les caméras les plus récentes).
Les images exploitées peuvent aussi être obtenues avec des appareils « terrestres », de formats plus modestes (autrefois, films depuis 6 × 6 cm jusqu'à 12 × 15 cm, et maintenant des images numériques issues d'appareil photos reflex haut de gamme), que l'on emploie beaucoup pour des levers architecturaux (plans de façades) ou pour la « métrologie photogrammétrique » de grands objets industriels.
Les appareils de restitution ont longtemps été entièrement mécaniques, et donc très onéreux et délicats pour le maintien de leurs impressionnantes spécifications de précision. Puis au cours des années 1980-90, on a développé des appareils où presque toutes les fonctions mécaniques étaient effectuées par un ordinateur qui commandait le déplacement des clichés. Ces appareils étaient appelés restituteurs analytiques et permettaient une plus grande rapidité de mise en place et d'exploitation des clichés.
Dans les années 1990, une nouvelle variante d'appareil est arrivée sur le marché, utilisant exclusivement un ordinateur. Les clichés ont été tout d'abord numérisés, et depuis lors de plus en plus souvent obtenus directement sur des caméras numériques, et présentés avec un système permettant la vision stéréoscopique sur écran. L'opérateur procède dès lors comme sur un appareil ancien, mais en plus il dispose d'aides informatiques nouvelles comme la corrélation automatique (qui remplace, sans intelligence, la vision stéréoscopique humaine).

## Domaines d'application
On peut citer :

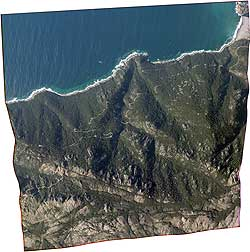
La même image aérienne, ortho-rectifiée : cette image est en tout point parfaitement superposable à une carte, les effets de perspective liés au relief ne sont plus perceptibles.

- La photogrammétrie aérienne qui est l’ensemble des techniques et des matériels utilisés pour aboutir à la représentation d’un territoire étendu, à partir de prises de vues aériennes numériques issues de caméras embarquées principalement dans des drones ou des avions ou d'images spatiales issues de satellites (Pléiades, la série WorldView, Spot6, Spot7, etc.). C'est le domaine historique de la photogrammétrie et l'explosion du besoin de données géographiques à jour, entraîné par la multiplication des systèmes d'information géographique (SIG), lui assure durablement de bonnes perspectives industrielles, car c'est de loin la méthode qui permet de couvrir le plus de surface dans le temps le plus court et avec le budget le moins élevé. La principale utilisation des images ainsi acquises se fait via l'orthophotographie. C'est une technique qui utilise l'orientation relative des images, la position de la caméra, ainsi qu'un modèle numérique du terrain pour, par calcul, rendre les images parfaitement superposables en tout point à une carte. Et une fois qu'un ensemble d'images est « ortho-rectifié », on peut les assembler pour former une seule grande image appelée mosaïque, parfaitement continue, pouvant couvrir des surfaces théoriquement aussi grande que souhaité, limitées seulement par la taille du stockage informatique à disposition. Par exemple, Google Earth est une mosaïque à l'échelle de la Terre.
- La photogrammétrie terrestre qui est l'application des méthodes photogrammétriques à divers types de relevés : par exemple monuments et travaux d'architecture, métrologie de pièces industrielles de toutes sortes de dimension, etc. à partir de prises de vues terrestres. Ces prises de vues sont désormais numériques.
- La photogrammétrie subaquatique qui est l'application des principes de la photogrammétrie en milieu sous-marin ou subaquatique. En milieux difficile, la photogrammétrie est intéressante car simple et légère, ne nécessitant pas de matériel lourd, ni la formation poussée d'opérateurs[5],[6],[7].

La photogrammétrie est utilisée dans différents domaines, tels que la topographie, la cartographie, les SIG, l'architecture, les investigations de police, la géologie, ou encore l'archéologie.
Depuis les développements récents de l'informatique grand public, de remarquables logiciels ont été industrialisés, avec lesquels on parvient à effectuer la plupart des traitements photogrammétriques classiques à partir des images numériques obtenues. On parvient aussi à prendre en compte les aberrations optiques de la caméra de façon beaucoup plus aisée, et à réaliser les calculs de corrélation entre images, remplaçant de façon souvent avantageuse l'œil humain. Ainsi, la photogrammétrie a pu investir le champ des applications de la mesure 3D : création de modèles numériques de terrain (MNT), relevé de la géométrie d'installations de grandes dimensions (voir les applications de la photogrammétrie sur l'accélérateur LHC du CERN), relevé de la déformation de pièces, relevé de produits industriels, etc.

### Un domaine d'emploi, la métrologie industrielle
Malgré les avantages certains de cette méthode, qui permet de travailler sur points naturels (sans cible), les deux principaux inconvénients de la photogrammétrie stéréoscopique employée en métrologie industrielle résident dans le délai de restitution des résultats de mesure qui peut être très long, et par l'obligation de réaliser des clichés parallèles pour que l'opérateur puisse visualiser les images en stéréoscopie. De ce fait, cette méthode est restée très longtemps en marge des applications industrielles et ne s'imposait que par défaut d'autres méthodes 3D.
Grâce aux moyens de calcul de plus en plus rapides, complexes et portables, ces applications de photogrammétrie ont fortement évolué. Dès qu'il a été possible de traiter les clichés individuellement par des procédés semi-automatiques, dans la plupart des opérations industrielles, le principe de la stéréoscopie en images à axes parallèles a été abandonné au profit de la prise de vue convergente, principe directement inspiré des mesures au théodolite.
Par ailleurs, les progrès du numérique ont permis de remplacer les supports argentiques par des matrices CCD. Les avantages apportés par cette technologie sont multiples :
- Un traitement en temps quasi réel est devenu possible.
- Facilité de la prise de vue et du traitement, ce qui conduit les opérateurs à multiplier les points de vue (d'une mesure avec 10 à 12 clichés argentiques, on passe facilement à des mesures à 60, voire 100 images).
- Une dynamique d'image devenue réellement considérable, avec un bruit très réduit, ce qui a rapidement donné d'excellents résultats en matière de corrélation automatique.
- Simplification des procédures de reconnaissance de cible, grâce à des traitements d'image adaptés.
- Optimisation des calculs de centre de cible, ce qui permet de compenser la faible définition des premières matrices CCD par rapport aux supports argentiques. Les tailles de matrices actuelles ne présentent plus ce défaut.

De ce fait, la photogrammétrie s'est rapidement imposée comme une méthode de mesure 3D pour l'industrie, dès lors que les surfaces à contrôler sont complexes, que le niveau d'incertitude requis est faible et que la rapidité de la saisie est essentielle.

### La modélisation dans les jeux vidéo
La photogrammétrie est désormais utilisée dans le domaine des jeux vidéo principalement grâce à sa simplicité et sa rapidité ; la création de modèles 3D photoréalistes s'en retrouve accélérée. Les lourds calculs des logiciels de photogrammétrie 3D sont à la portée des ordinateurs de bureau utilisés pour le développement. Elle a notamment fait partie des techniques utilisées lors de la recréation de Notre-Dame de Paris par Ubisoft pour Assassin's Creed Unity. Microsoft Flight Simulator (2020), considéré comme un jeu innovateur en termes de technologie, fait appel à la photogrammétrie pour modéliser certaines villes et en obtenir un meilleur réalisme qu'avec de « simples » images satellites.